# 二丁基氧化锡
二丁基氧化锡（DBTO）是一种有机锡化合物，化学式为C8H18OSn，它可由二丁基二氯化锡在氢氧化钠溶液中水解得到。它和3-氨基苯甲酸在乙腈中回流反应，可以得到二丁基二(3-氨基苯甲酸)锡。
它是一种聚合物，具有五配位的锡中心和三配位的氧中心，其中五配位的锡中心是通过119Sn核磁与119Sn穆斯堡尔谱测试结果推测出来的。
它可用作立体选择对甲苯磺酰化反应的试剂：